# 해외 러시아 정교회

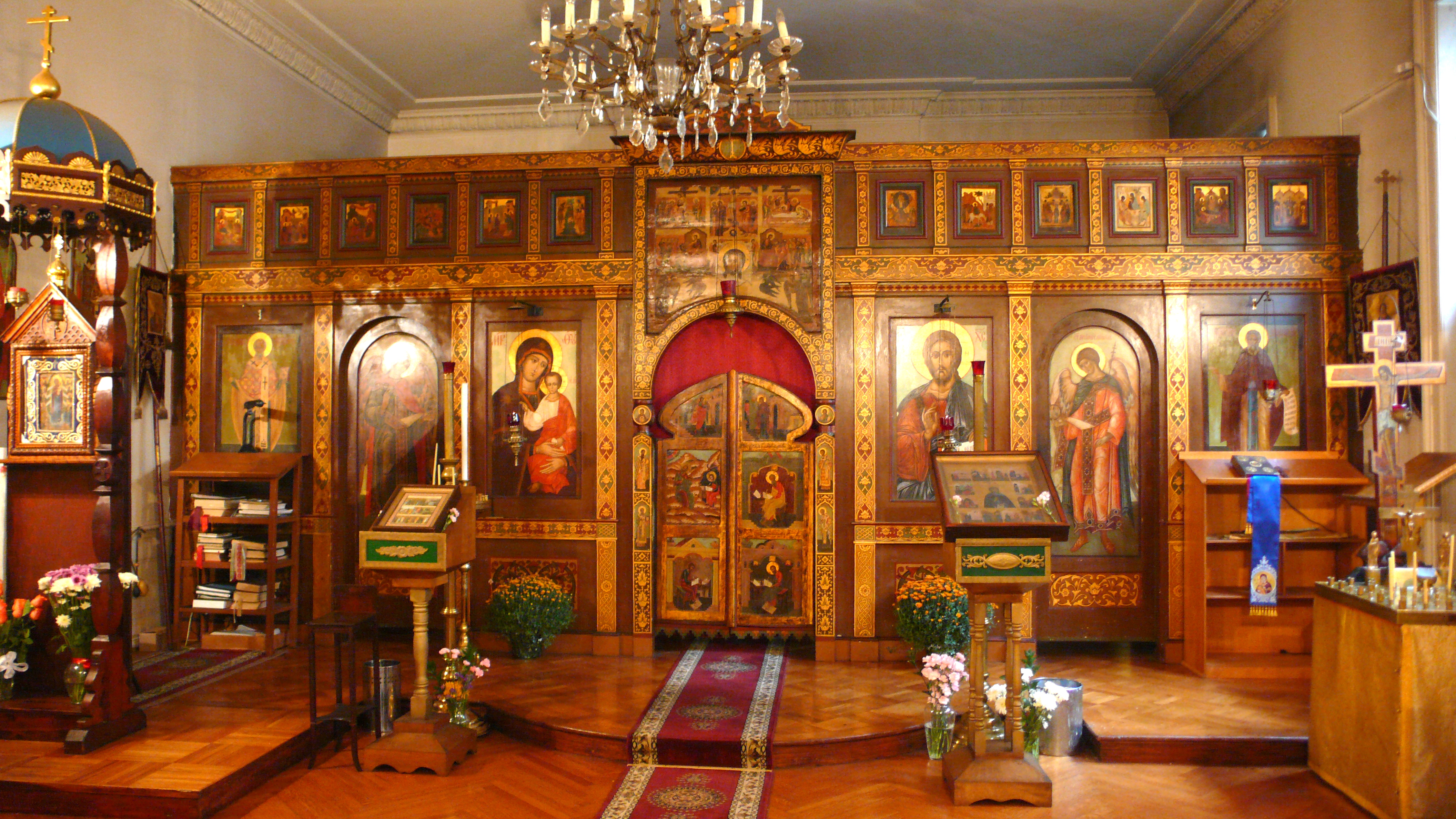

해외 러시아 정교회(러시아어: Русская Православная Церковь Заграницей) 또는 재외 러시아 정교회는 정교회 교단 가운데 하나이다. 1917년 러시아 내전이 발발한 이후에 독자적인 교회가 필요하다고 생각한 백군 세력을 중심으로 1921년에 설립된 교회이다. 이후 러시아에 공산주의 정권이 들어서고 볼셰비키의 영향이 미치는 모스크바 총대주교청과 관계를 단절하였고, 무신론을 표방하는 소련 내에서는 활동이 어려웠기 때문에 주로 해외에 망명한 러시아인 공동체를 대상으로 교회 활동을 전개하였다.
해외 러시아 정교회의 본부는 당초 세르비아 스렘스키카를로브치에 있었으나 제2차 세계 대전이 종전할 무렵에 해당 지역을 소련군이 점령하게 되자 본부를 독일 뮌헨으로 이전하게 되었고 최종적으로 미국 뉴욕으로 이전하였다. 소련이 붕괴가 된 이후인 2007년에 러시아 정교회와 화해를 하여 모스크바 총대주교 산하의 자치권을 보유하는 교회가 되었다.
현재 해외 러시아 정교회의 성당은 북아메리카, 남아메리카, 오스트레일리아, 뉴질랜드 등에 위치해 있다.

## 같이 보기
- 동방 정교회
- 콘스탄티노플 총대주교
- 러시아 정교회
- 러시아 자치 정교회